# Camponotus hoelldobleri
Camponotus hoelldobleri é uma espécie de inseto do gênero Camponotus, pertencente à família Formicidae.